# Goniodorididae
Famille
Les Goniodorididae forment une famille de mollusques de l'ordre des nudibranches.

## Liste des genres

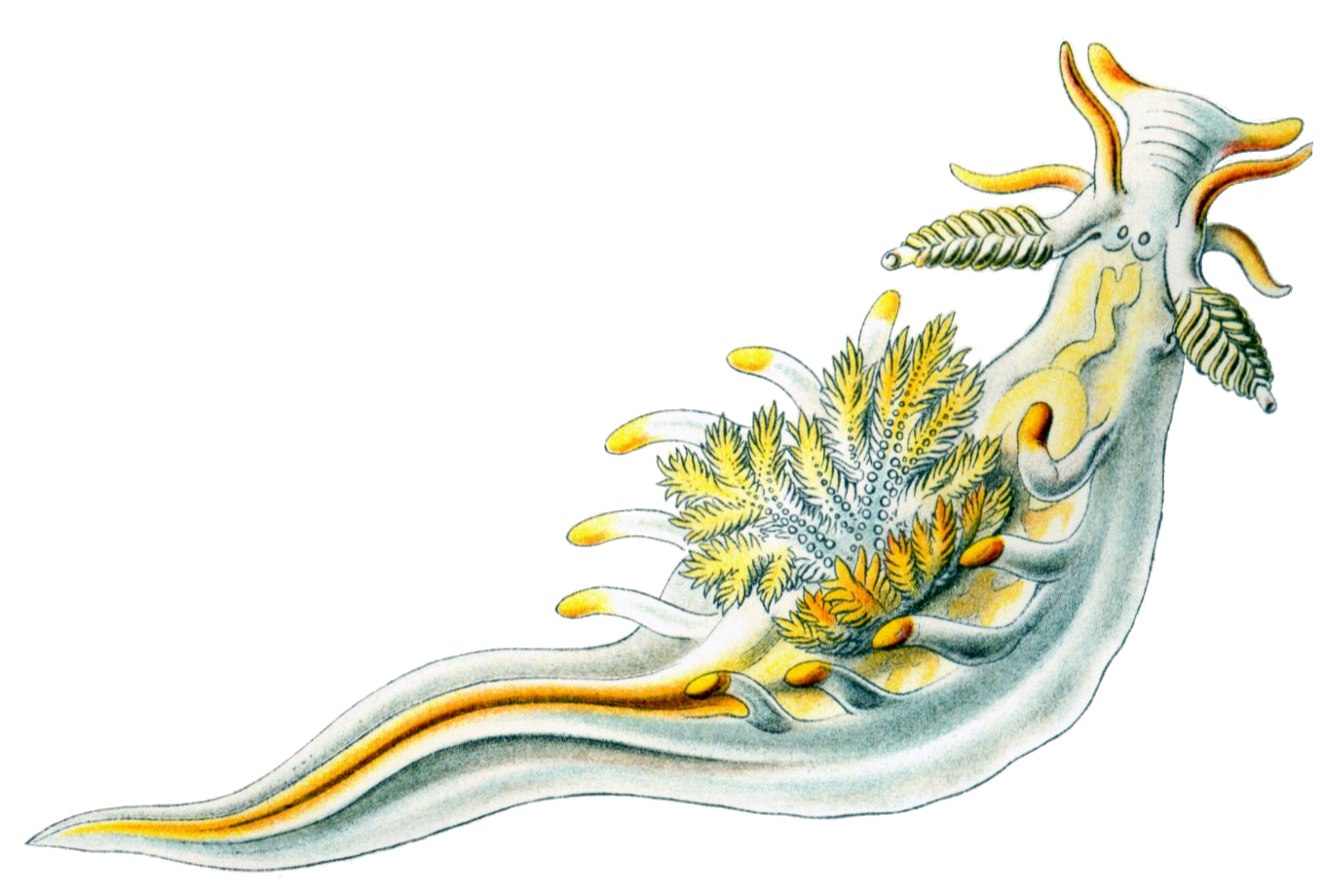
Ancula gibbosa dessinée par Ernst von Haeckel.

Selon World Register of Marine Species, prenant pour base la taxinomie de Bouchet & Rocroi (2005), on compte sept genres :
- Ancula Lovén, 1846 -- 7 espèces
- Goniodoridella Pruvot-Fol, 1933 -- 1 espèce
- Goniodoris Forbes & Goodsir, 1839 -- 18 espèces
- Lophodoris G.O. Sars, 1878 -- 2 espèces
- Murphydoris Sigurdson, 1991 -- 1 espèce
- Okenia Menke, 1830 -- 52 espèces
- Spahria Risbec, 1928 -- 1 espèce
- Trapania Pruvot-Fol, 1931 -- 45 espèces

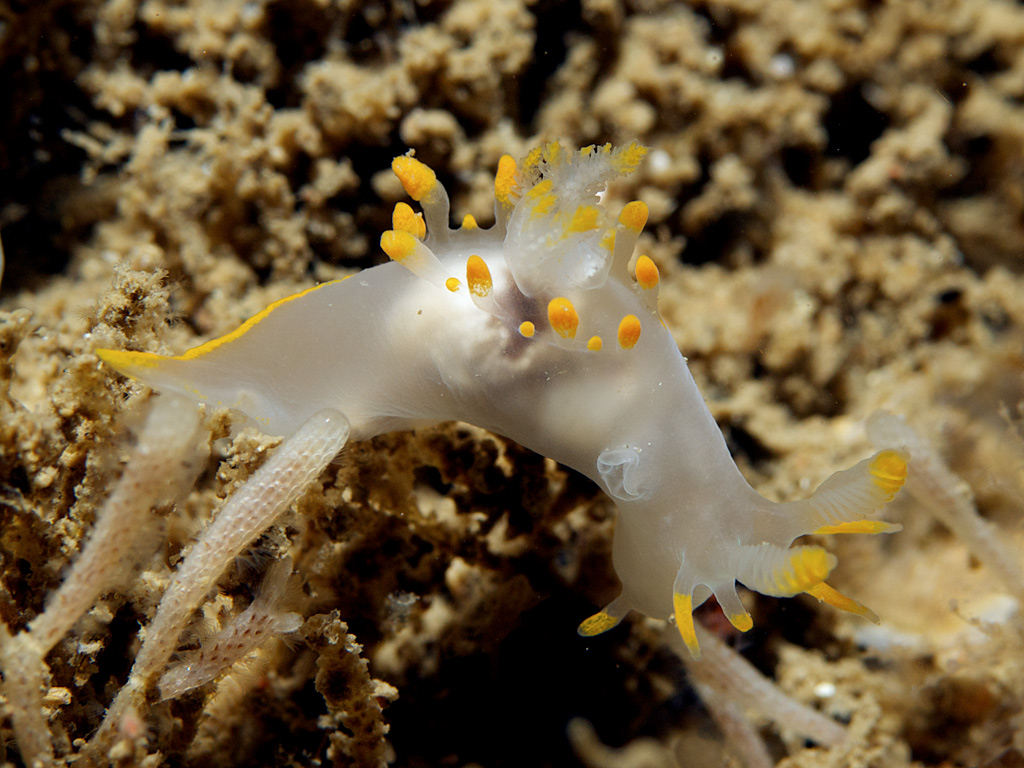
Ancula gibbosa
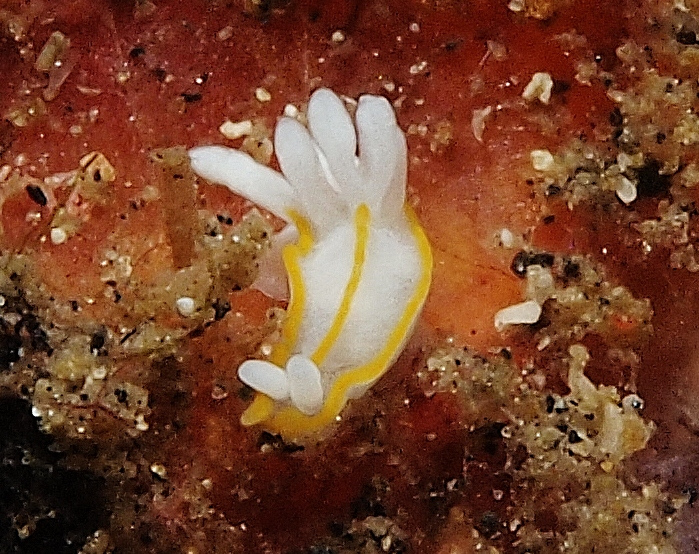
Goniodoridella savignyi
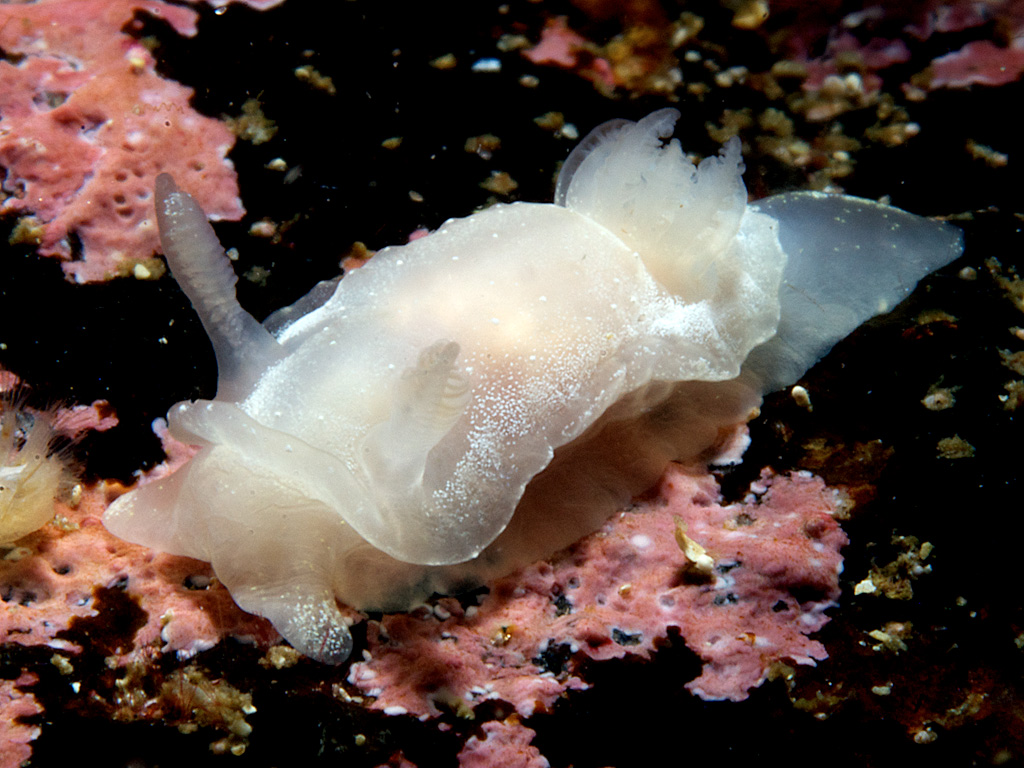
Goniodoris nodosa
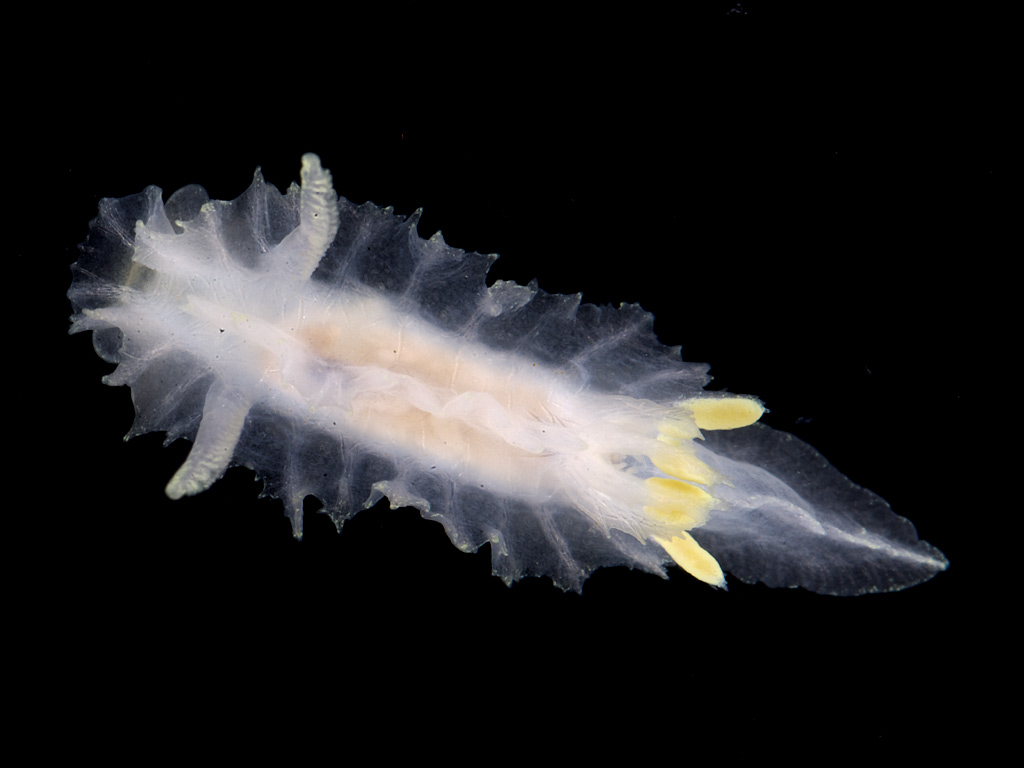
Lophodoris danielsseni
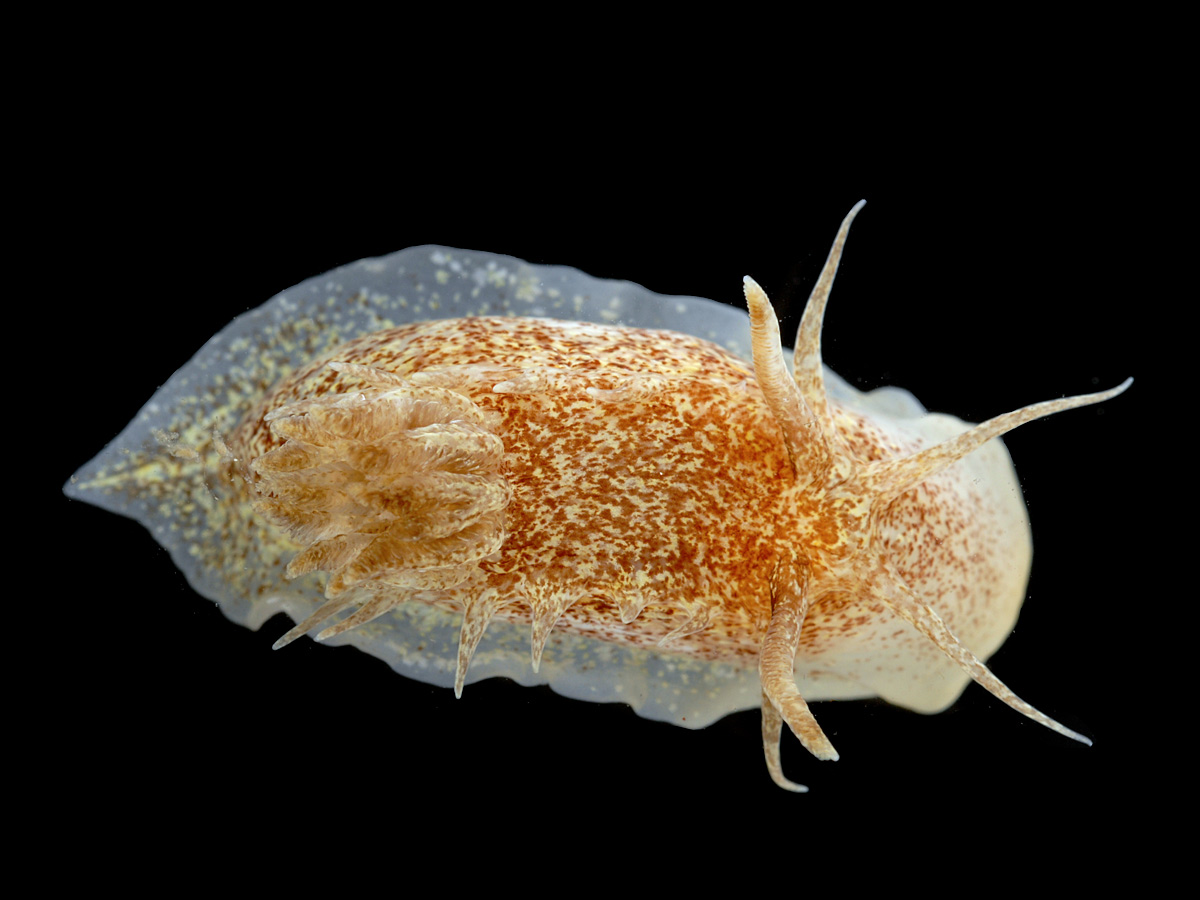
Okenia pulchella
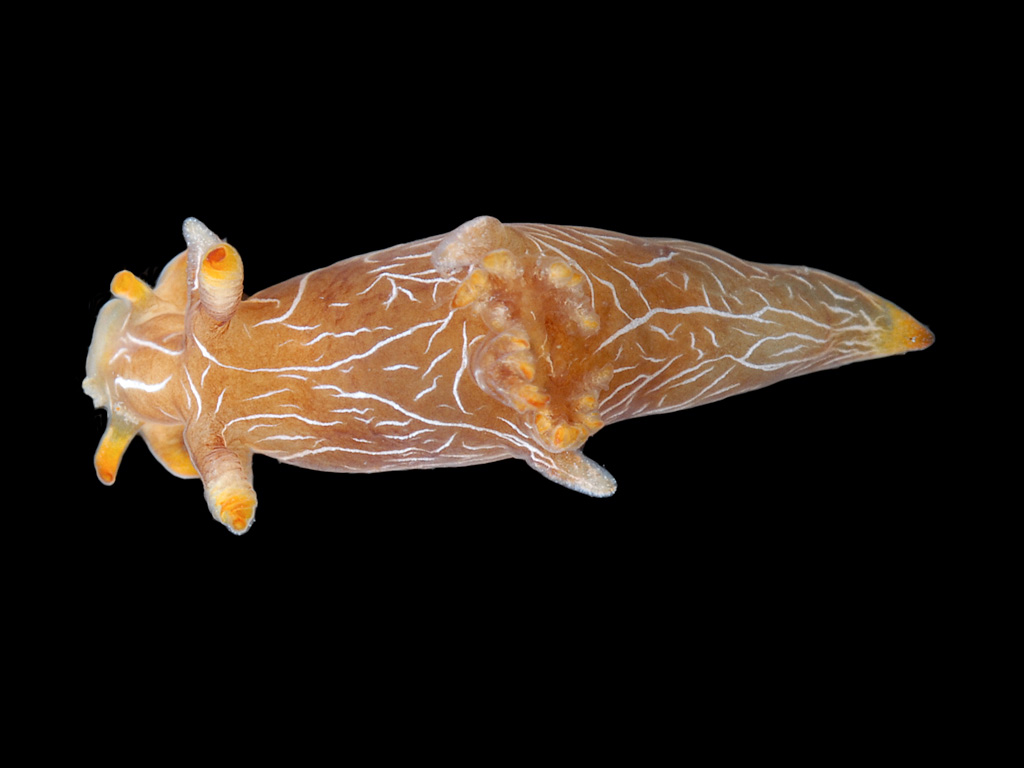
Trapania cirrita